# 1991 (песен)
1991 е песен на Азалия Банкс, от EP-то ѝ 1991.
Песента се класира на 79-о място в британската класация за сингли.

## Изпълнения на живо
Азалия Банкс изпълни песента на 21 април 2012 г. в Кочела, САЩ, на 4 юни 2012 г. в Ню Йорк и на 2 октомври 2012 г. в Ливърпул.

## Музикален видеоклип
Музикалния видеоклип към песента е издаден на 2 септември 2012 г. по YouTube профила на Азалия Банкс.

## Позиции в музикалните класации
| Държава                           | Позиция |
| --------------------------------- | ------- |
| Великобритания (UK Singles Chart) | 79      |